# Ogulina plusioides
Ogulina plusioides är en fjärilsart som beskrevs av Felix Bryk 1950. Ogulina plusioides ingår i släktet Ogulina och familjen tandspinnare. Inga underarter finns listade i Catalogue of Life.